# Atriplex pleiantha
Atriplex pleiantha är en amarantväxtart som beskrevs av William Alfred Weber. Atriplex pleiantha ingår i släktet fetmållor, och familjen amarantväxter. Inga underarter finns listade i Catalogue of Life.